# Walter Junior
Walter Junior (São Paulo, 17 de dezembro de 1968) é um quadrinista, escritor, roteirista e ilustrador brasileiro, formado em Produção Audiovisual com habilitação como roteirista. 

## Biografia
Iniciou sua carreira no fanzine Saga em 1989, onde além de ser um dos editores fundadores, também publicava quadrinhos e ilustrações. No ano seguinte ganhou o Troféu HQ Mix de melhor fanzine de 1990. Em 1994 ganhou o segundo Troféu HQ Mix como melhor fanzine de 1993. Publicou o fanzine Saga juntamente com Alessandro Librandi e Marcelo Fernandes por cinco anos e nove edições.
Em 1994, ilustrou a graphic novel Semideuses, escrita por Alessandro Librandi, conquistando o Prêmio Angelo Agostini como melhor lançamento de 1994.
Em 2001, A Editora Mid publicou a HQ Turma do Sahara, com personagens licenciados da casa de chá Khan el Khalili, onde criou os personagens e os roteiros.
Como editor de arte e designer, passou por diversas agências e editoras, colaborado em diversas revistas como Heróis do Futuro, Showmix e Horrorshow e por nove anos foi um dos editores de arte da revista Duas Rodas.[carece de fontes?]
Participou da revista de quadrinhos de terror Boca do Inferno, ilustrando a capa da primeira edição e com hqs nas primeiras edições da revista.
Em 2016, a Editora Multifoco publicou o seu primeiro livro de contos, "7", contendo sete contos de terror[carece de fontes?] e no ano seguinte fundou o selo independente Overdrive Comics, publicando a graphic novel Eu, vilão. Também em 2017 foi convidado para participar da Sketchcon, publicando seu sketchbook pela Editora Criativo. Em 2018 lançou a série Overdrive, com seus personagens Overgirl e Feedback que estrearam oficialmente em 1994 em Semideuses. Em 2019 foi um dos 21 quadrinistas escolhidos para participar da antologia Histórias Passageiras de Eduardo Dieb.
Após quatro edições, a quinta edição de Overdrive, lançada em 2022, passou a ser financiada por meio de financiamento coletivo na plataforma Catarse.